# František Havelec
František Havelec (8. října 1837 Zadní Zborovice – 4. března 1879 Kolín) byl rakouský a český právník a politik, v 70. a 80. letech 19. století poslanec Českého zemského sněmu a Říšské rady.

## Biografie
Vystudoval práva na Karlo-Ferdinandově univerzitě v Praze. Od roku 1862 pracoval v Kolíně jako notář. Podílel se zde roku 1865 na vzniku občanské záložny. Byl předsedou správní rady Úvěrní banky a spoluzakladatelem Literárního spolku v Kolíně. Byl také členem sokolské jednoty v Kolíně a jejím dlouholetým místopředsedou. Podle úmrtního oznámení v Národních listech vykonával dříve i funkci starosty Kolína. Jiné zdroje ale starostenský post u něj neuvádějí.
V 70. letech 19. století se zapojil i do zemské a celostátní politiky. V zemských volbách v roce 1872 byl zvolen na Český zemský sněm za městskou kurii (obvod Kolín – Kouřim – Poděbrady). V rámci tehdejší politiky české pasivní rezistence ale křeslo nepřevzal, byl pro absenci zbaven mandátu a následně opět zvolen v doplňovacích volbách roku 1873. Opět bojkotoval sněm a přišel o mandát a byl zase zvolen v doplňovacích volbách roku 1874, roku 1875 a 1876. Mandát obhájil za týž obvod i v řádných zemských volbách v roce 1878. Patřil k staročeské straně (Národní strana).
Zasedal také v Říšské radě (celostátní zákonodárný sbor), kam byl zvolen ve volbách do Říšské rady roku 1873 za městskou kurii, obvod Kolín, Poděbrady atd. Z politických důvodů se ovšem nedostavil do sněmovny, čímž byl jeho mandát i přes opakované zvolení prohlášen za zaniklý.